# 甲斐行夫

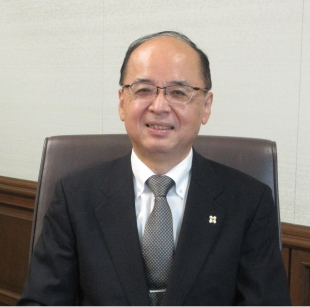

甲斐 行夫（かい ゆきお、1959年9月26日 - ）は、日本の検察官。大分県出身。検事総長。

## 人物
堺市立英彰小学校、堺市立大浜中学校を経て、1978年に大阪府立三国丘高等学校を卒業。
1982年東京大学法学部卒業。1984年札幌地方検察庁検事任官。検事任官後、32年強の検察官人生の内19年を法務省で勤務したいわゆる「赤レンガ派」。
1995年山口地方検察庁岩国支部長、2000年法務省刑事局参事官、2005年1月刑事局国際課長、4月東京高等検察庁検事、12月刑事局刑事課長。2008年刑事局総務課長。
2009年法務省大臣官房審議官、2012年青森地方検察庁検事正。最高検察庁監察指導部長、最高検刑事部長、東京地方検察庁検事正を経て、2019年高松高等検察庁検事長。2020年福岡高等検察庁検事長。2021年東京高等検察庁検事長。
2022年検事総長。2024年退官。